# Football League Cup 1982-1983
La Football League Cup 1982-1983, conosciuta anche con il nome di Milk Cup per motivi di sponsorizzazione, è stata la 23ª edizione del terzo torneo calcistico per importanza del calcio inglese, la 17ª in finale unica. La manifestazione ebbe inizio il 30 agosto 1982 e si concluse il 26 marzo 1983 con la finale di Wembley.
Il trofeo fu vinto per la terza volta consecutiva dal Liverpool, che nell'atto conclusivo si impose sul Manchester United con il punteggio di 2-1 dopo i tempi supplementari.

## Formula
La Football League Cup era riservata alle 92 squadre della Football League. Il torneo era composto da scontri ad eliminazione diretta, che prevedevano nel primo e nel secondo turno, due match: regola dei gol in trasferta in caso di parità, ma solo dopo i tempi supplementari ed a seguire eventuali calci di rigore. Analogamente anche le semifinali, si disputavano con il doppio confronto di andata e di ritorno, ma a differenza di quanto accadeva nei primi due round, una parità di gol nell'aggregato anche dopo i supplementari, dava luogo all'effettuazione della partita di ripetizione (quindi niente regola dei gol fuori casa). Mentre dal terzo al quinto turno ed in finale si giocava una singola gara: se l'esito risultava un pareggio si procedeva ad una ripetizione a campi invertiti fino a quando non c'era una vincitrice (in finale invece si rigiocava sempre in campo neutro). Nell'eventualità di un pari anche nel replay si disputavano i tempi supplementari.
|                              | Squadre che entrano in questo turno                                                                    | Squadre qualificate dal turno precedente    |
| ---------------------------- | --- | ------------------------------------------- |
| Primo turno (56 squadre)     | - 24 squadre dalla Fourth Division - 24 squadre dalla Third Division - 8 squadre dalla Second Division |                                             |
| Secondo turno (64 squadre)   | - 22 squadre dalla First Division - 14 squadre dalla Second Division                                   | - 28 squadre vincitrici del primo turno     |
| Terzo turno (32 squadre)     | | - 32 squadre vincitrici del secondo turno   |
| Quarto turno (16 squadre)    | | - 16 squadre vincitrici del terzo turno     |
| Quarti di finale (8 squadre) | | - 8 squadre vincitrici del quarto turno     |
| Semifinali (4 squadre)       | | - 4 squadre vincitrici dei quarti di finale |
| Finale (2 squadre)           | | - 2 squadre vincitrici delle semifinali     |

## Primo turno
| Squadra 1         | Totale          | Squadra 2        | Andata           | Ritorno           |
| ----------------- | --------------- | ---------------- | ---------------- | ----------------- |
|                   |                 |                  | 30 agosto 1982   | 14 settembre 1982 |
| Port Vale         | 5 - 1           | Rochdale         | 1 - 0            | 0 - 2             |
| Stockport County  | 2 - 2 (5-6 dcr) | Wigan            | 1 - 1            | 1 - 1 (d.t.s.)    |
| Wimbledon FC      | 1 - 3           | Brentford        | 1 - 1            | 0 - 2             |
|                   |                 |                  | 31 agosto 1982   | 13 settembre 1982 |
| Crewe Alexandra   | 1 - 1 (gfc)     | Tranmere         | 1 - 1            | 0 - 0 (d.t.s.)    |
|                   |                 |                  | 31 agosto 1982   | 14 settembre 1982 |
| Bury              | 4 - 8           | Burnley          | 3 - 5            | 1 - 3             |
| Carlisle Utd      | 3 - 7           | Bolton           | 3 - 3            | 0 - 4             |
| Colchester Utd    | 3 - 0           | Aldershot        | 2 - 0            | 1 - 0             |
| Crystal Palace    | 3 - 1           | Portsmouth       | 2 - 0            | 1 - 1             |
| Gillingham        | 3 - 2           | Leyton Orient    | 3 - 0            | 0 - 2             |
| Huddersfield Town | 2 - 1           | Doncaster        | 1 - 1            | 1 - 0             |
| Millwall          | 2 - 4           | Northampton Town | 0 - 2            | 2 - 2             |
| Plymouth          | 2 - 3           | Bournemouth      | 2 - 0            | 0 - 3 (d.t.s.)    |
| Scunthorpe Utd    | 1 - 2           | Grimsby Town     | 1 - 2            | 0 - 0             |
| Sheffield Utd     | 3 - 2           | Hull City        | 3 - 1            | 0 - 1             |
| Swindon Town      | 3 - 2           | Bristol City     | 2 - 1            | 0 - 2             |
| Walsall           | 1 - 2           | Preston N.E.     | 0 - 1            | 1 - 1             |
| Wrexham           | 1 - 2           | Shrewsbury Town  | 1 - 0            | 0 - 2             |
|                   |                 |                  | 31 agosto 1982   | 15 settembre 1982 |
| Bristol Rovers    | 6 - 2           | Torquay Utd      | 2 - 0            | 4 - 0             |
| Cardiff City      | 4 - 2           | Hereford Utd     | 2 - 1            | 2 - 1             |
| Chesterfield      | 2 - 3           | Hartlepool Utd   | 2 - 1            | 0 - 2 (d.t.s.)    |
| Darlington        | 2 - 6           | Peterborough Utd | 0 - 2            | 2 - 4             |
| Halifax Town      | 3 - 6           | Derby County     | 2 - 1            | 2 - 5 (d.t.s.)    |
| York City         | 3 - 4           | Lincoln City     | 2 - 1            | 1 - 3             |
|                   |                 |                  | 1 settembre 1982 | 13 settembre 1982 |
| Bradford City     | 3 - 0           | Mansfield Town   | 1 - 0            | 2 - 0             |
|                   |                 |                  | 1 settembre 1982 | 14 settembre 1982 |
| Chester City      | 2 - 7           | Blackpool        | 1 - 2            | 1 - 5             |
| Exeter City       | 1 - 8           | Newport County   | 1 - 2            | 0 - 6             |
| Southend Utd      | 3 - 4           | Fulham           | 1 - 0            | 2 - 4             |
|                   |                 |                  | 1 settembre 1982 | 15 settembre 1982 |
| Reading           | 0 - 4           | Oxford Utd       | 0 - 2            | 0 - 2             |

## Secondo turno
| Squadra 1         | Totale      | Squadra 2       | Andata          | Ritorno         |
| ----------------- | ----------- | --------------- | --------------- | --------------- |
|                   |             |                 | 4 ottobre 1982  | 26 ottobre 1982 |
| Bristol City      | 2 - 3       | Sheffield Weds  | 1 - 2           | 1 - 1 (d.t.s.)  |
|                   |             |                 | 5 ottobre 1982  | 26 ottobre 1982 |
| Arsenal           | 5 - 2       | Cardiff City    | 2 - 1           | 3 - 1           |
| Bolton            | 2 - 4       | Watford         | 1 - 2           | 1 - 2 (d.t.s.)  |
| Bristol Rovers    | 1 - 3       | Swansea City    | 1 - 0           | 0 - 3           |
| Burnley           | 4 - 3       | Middlesbrough   | 3 - 2           | 1 - 1           |
| Fulham            | 2 - 2 (gfc) | Coventry City   | 2 - 2           | 0 - 0 (d.t.s.)  |
| Gillingham        | 2 - 1       | Oldham Athletic | 2 - 0           | 0 - 1           |
| Huddersfield Town | 2 - 1       | Oxford Utd      | 2 - 0           | 0 - 1           |
| Ipswich Town      | 1 - 4       | Liverpool       | 1 - 2           | 0 - 2           |
| Luton Town        | 3 - 2       | Charlton        | 3 - 0           | 0 - 2           |
| Northampton Town  | 2 - 3       | Blackpool       | 1 - 1           | 1 - 2 (d.t.s.)  |
| Rotherham Utd     | 2 - 1       | QPR             | 2 - 1           | 0 - 0           |
| Shrewsbury Town   | 2 - 5       | Birmingham City | 1 - 1           | 1 - 4           |
|                   |             |                 | 5 ottobre 1982  | 27 ottobre 1982 |
| Brentford         | 3 - 2       | Blackburn       | 3 - 2           | 0 - 0           |
| Newport County    | 2 - 4       | Everton         | 0 - 2           | 2 - 2           |
| Rochdale          | 0 - 5       | Bradford City   | 0 - 1           | 0 - 4           |
| Wigan             | 1 - 3       | Manchester City | 1 - 1           | 0 - 2           |
| Wolverhampton     | 1 - 6       | Sunderland      | 1 - 1           | 0 - 5           |
|                   |             |                 | 6 ottobre 1982  | 26 ottobre 1982 |
| Aston Villa       | 1 - 3       | Notts County    | 1 - 2           | 0 - 1           |
| Colchester Utd    | 2 - 4       | Southampton     | 0 - 0           | 2 - 4           |
| Manchester Utd    | 4 - 2       | Bournemouth     | 2 - 0           | 2 - 2           |
| Norwich City      | 4 - 2       | Preston N.E.    | 2 - 1           | 2 - 1           |
| Peterborough Utd  | 1 - 3       | Crystal Palace  | 0 - 2           | 1 - 2           |
| Stoke City        | 2 - 3       | West Ham Utd    | 1 - 1           | 1 - 2           |
| Tottenham         | 2 - 1       | Brighton        | 1 - 1           | 1 - 0           |
|                   |             |                 | 6 ottobre 1982  | 27 ottobre 1982 |
| Chelsea           | 5 - 2       | Tranmere        | 3 - 1           | 2 - 1           |
| Leeds Utd         | 4 - 2       | Newcastle Utd   | 0 - 1           | 4 - 1 (d.t.s.)  |
| Lincoln City      | 3 - 0       | Leicester City  | 2 - 0           | 1 - 0           |
| Nottingham Forest | 7 - 4       | West Bromwich   | 6 - 1           | 1 - 3           |
|                   |             |                 | 6 ottobre 1982  | 12 ottobre 1982 |
| Derby County      | 4 - 4 (gfc) | Hartlepool Utd  | 2 - 0           | 2 - 4 (d.t.s.)  |
|                   |             |                 | 12 ottobre 1982 | 26 ottobre 1982 |
| Barnsley          | 5 - 2       | Cambridge Utd   | 2 - 1           | 3 - 1           |
| Grimsby Town      | 4 - 9       | Sheffield Utd   | 3 - 3           | 1 - 5           |

## Terzo turno
| Squadra 1         | Risultato | Squadra 2         |
| ----------------- | --------- | ----------------- |
| 9 novembre 1982   |           |                   |
| Birmingham City   | 3 - 1     | Derby County      |
| Brentford         | 1 - 1     | Swansea City      |
| Coventry City     | 1 - 2     | Burnley           |
| Crystal Palace    | 1 - 2     | Sheffield Weds    |
| Everton           | 1 - 1     | Arsenal           |
| Gillingham        | 2 - 4     | Tottenham         |
| Luton Town        | 4 - 2     | Blackpool         |
| Notts County      | 2 - 0     | Chelsea           |
| Sheffield Utd     | 1 - 3     | Barnsley          |
| 10 novembre 1982  |           |                   |
| Bradford City     | 0 - 0     | Manchester Utd    |
| Leeds Utd         | 0 - 1     | Huddersfield Town |
| Lincoln City      | 1 - 1     | West Ham Utd      |
| Liverpool         | 1 - 0     | Rotherham Utd     |
| Manchester City   | 1 - 1     | Southampton       |
| Nottingham Forest | 7 - 3     | Watford           |
| Sunderland        | 0 - 0     | Norwich City      |

### Replay
| Squadra 1        | Risultato | Squadra 2       |
| ---------------- | --------- | --------------- |
| 17 novembre 1982 |           |                 |
| Swansea City     | 1 - 2     | Brentford       |
| 23 novembre 1982 |           |                 |
| Arsenal          | 3 - 0     | Everton         |
| 24 novembre 1982 |           |                 |
| Manchester Utd   | 4 - 1     | Bradford City   |
| Norwich City     | 3 - 1     | Sunderland      |
| Southampton      | 4 - 0     | Manchester City |
| 29 novembre 1982 |           |                 |
| West Ham Utd     | 2 - 1     | Lincoln City    |

## Quarto turno
| Squadra 1         | Risultato | Squadra 2         |
| ----------------- | --------- | ----------------- |
| 30 novembre 1982  |           |                   |
| Arsenal           | 1 - 0     | Huddersfield Town |
| Burnley           | 3 - 2     | Birmingham City   |
| Liverpool         | 2 - 0     | Norwich City      |
| Manchester Utd    | 2 - 0     | Southampton       |
| Nottingham Forest | 2 - 0     | Brentford         |
| Sheffield Weds    | 1 - 0     | Barnsley          |
| Tottenham         | 1 - 0     | Luton Town        |
| 7 dicembre 1982   |           |                   |
| Notts County      | 3 - 3     | West Ham Utd      |

### Replay
| Squadra 1        | Risultato | Squadra 2    |
| ---------------- | --------- | ------------ |
| 21 dicembre 1982 |           |              |
| West Ham Utd     | 3 - 0     | Notts County |

## Quarti di finale
| Squadra 1       | Risultato | Squadra 2         |
| --------------- | --------- | ----------------- |
| 18 gennaio 1983 |           |                   |
| Arsenal         | 1 - 0     | Sheffield Weds    |
| Liverpool       | 2 - 1     | West Ham Utd      |
| 19 gennaio 1983 |           |                   |
| Manchester Utd  | 4 - 0     | Nottingham Forest |
| Tottenham       | 1 - 4     | Burnley           |

## Semifinali
| Squadra 1 | Totale | Squadra 2      | Andata           | Ritorno          |
| --------- | ------ | -------------- | ---------------- | ---------------- |
|           |        |                | 8 febbraio 1983  | 15 febbraio 1983 |
| Liverpool | 3 - 1  | Burnley        | 3 - 0            | 0 - 1            |
|           |        |                | 15 febbraio 1983 | 23 febbraio 1983 |
| Arsenal   | 3 - 6  | Manchester Utd | 2 - 4            | 1 - 2            |

## Finale
| Arbitro: | George Courtney |

|                        |           |               |
| Kennedy 75’ Whelan 98’ | Marcatori | 12’ Whiteside |

| Liverpool | Manchester United |

| LIVERPOOL       |    |                      |
|                 |    |                      |
| P               | 1  | Bruce Grobbelaar     |
| D               | 2  | Phil Neal            |
| D               | 3  | Alan Kennedy         |
| D               | 4  | Mark Lawrenson       |
| C               | 5  | Ronnie Whelan        |
| D               | 6  | Alan Hansen          |
| A               | 7  | Kenny Dalglish       |
| C               | 8  | Sammy Lee            |
| A               | 9  | Ian Rush             |
| C               | 10 | Craig Johnston 83’   |
| C               | 11 | Graeme Souness (C)   |
| A disposizione: |    |                      |
| A               | 12 | David Fairclough 83’ |
| Manager:        |    |                      |
| Bob Paisley     |    |                      |

| MANCHESTER UNITED |    |                  |
|                   |    |                  |
| P                 | 1  | Gary Bailey      |
| D                 | 2  | Mike Duxbury     |
| D                 | 3  | Arthur Albiston  |
| C                 | 4  | Remi Moses       |
| D                 | 5  | Kevin Moran 69’  |
| D                 | 6  | Gordon McQueen   |
| C                 | 7  | Ray Wilkins (C)  |
| C                 | 8  | Arnold Mühren    |
| A                 | 9  | Frank Stapleton  |
| C                 | 10 | Norman Whiteside |
| C                 | 11 | Steve Coppell    |
| A disposizione:   |    |                  |
| A                 | 12 | Lou Macari 69’   |
| Manager:          |    |                  |
| Ron Atkinson      |    |                  |